# Deoranian
Deoranian là một thị xã và là một nagar panchayat của quận Bareilly thuộc bang Uttar Pradesh, Ấn Độ.

## Địa lý
Deoranian có vị trí 28°38′B 79°29′Đ / 28,63°B 79,48°Đ Nó có độ cao trung bình là 177 mét (580 feet).

## Nhân khẩu
Theo điều tra dân số năm 2001 của Ấn Độ, Deoranian có dân số 17.463 người. Phái nam chiếm 52% tổng số dân và phái nữ chiếm 48%. Deoranian có tỷ lệ 39% biết đọc biết viết, thấp hơn tỷ lệ trung bình toàn quốc là 59,5%: tỷ lệ cho phái nam là 50%, và tỷ lệ cho phái nữ là 27%. Tại Deoranian, 19% dân số nhỏ hơn 6 tuổi.